# کوه ائولیس
[[Category:خطای عبارت: نویسه نقطه‌گذاری شناخته نشده «۵» quadrangle]]
کوه ائولیس، همچنین غیررسمی به عنوان کوه شارپ  شناخته می شود، یک کوه در مریخ است که در مرکز گودال گیل سربرافراشته است. ارتفاع این کوه از کف گودال گیل بیش از ۵.۵ کیلومتر است.

## نگارخانه

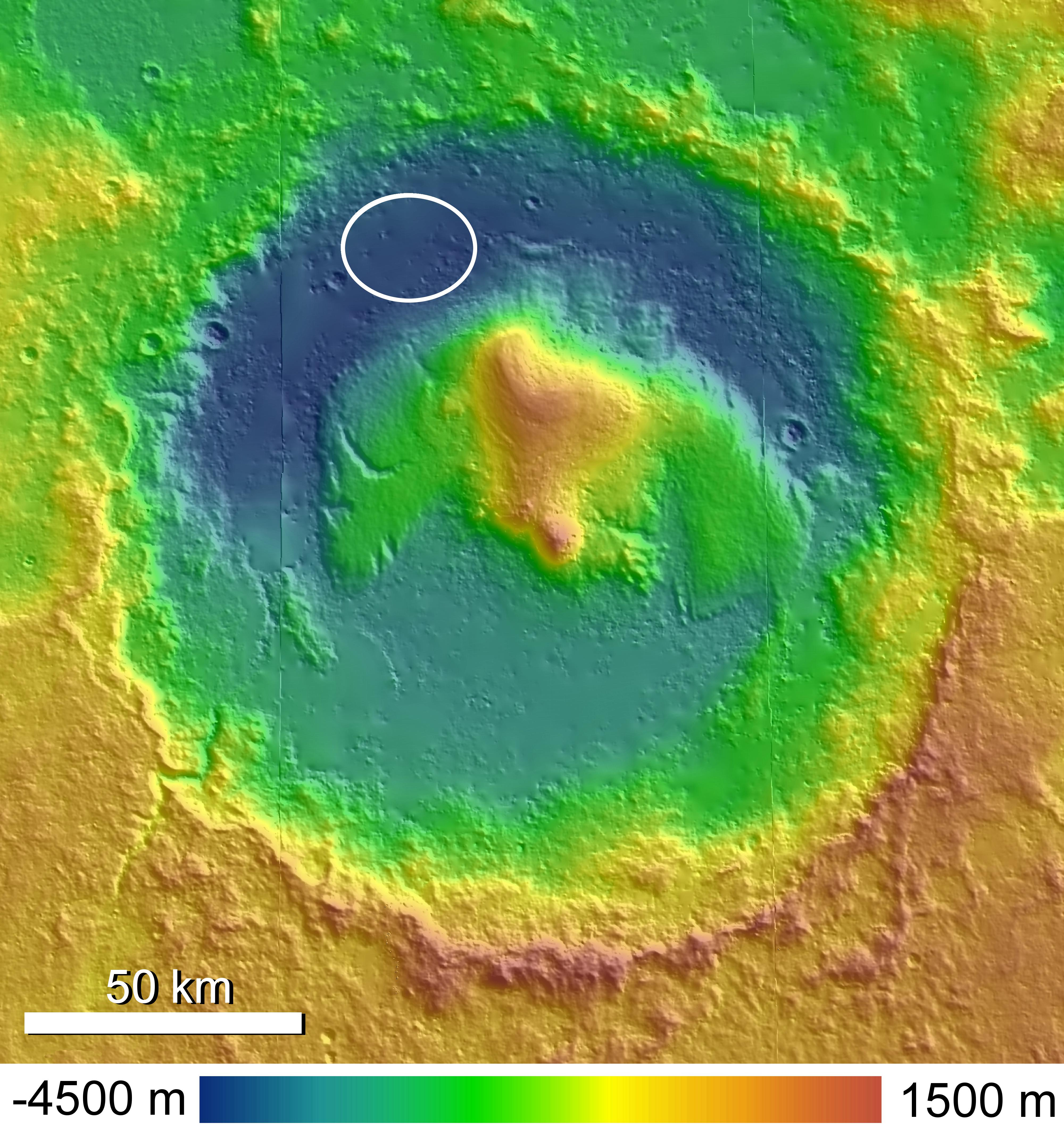
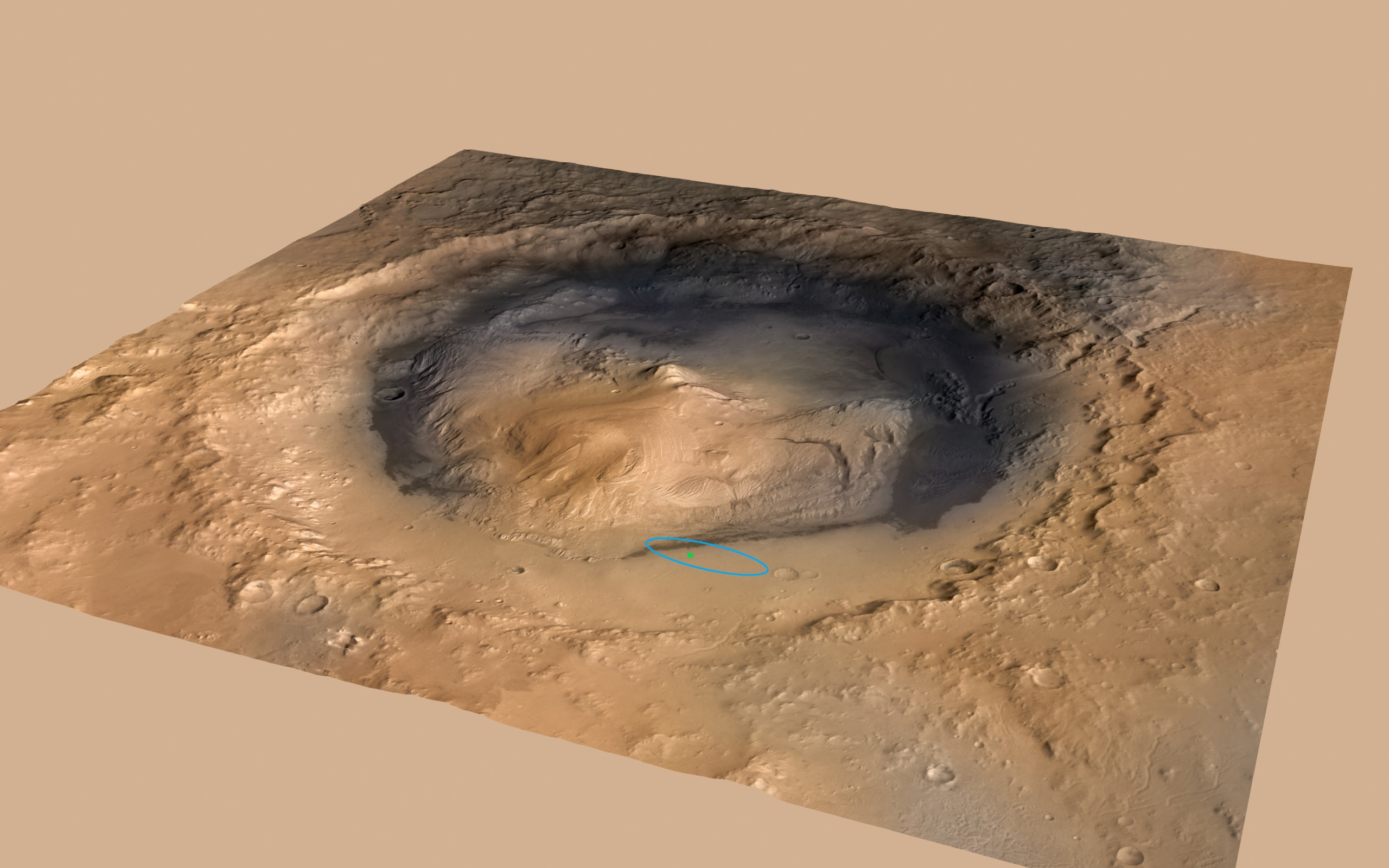
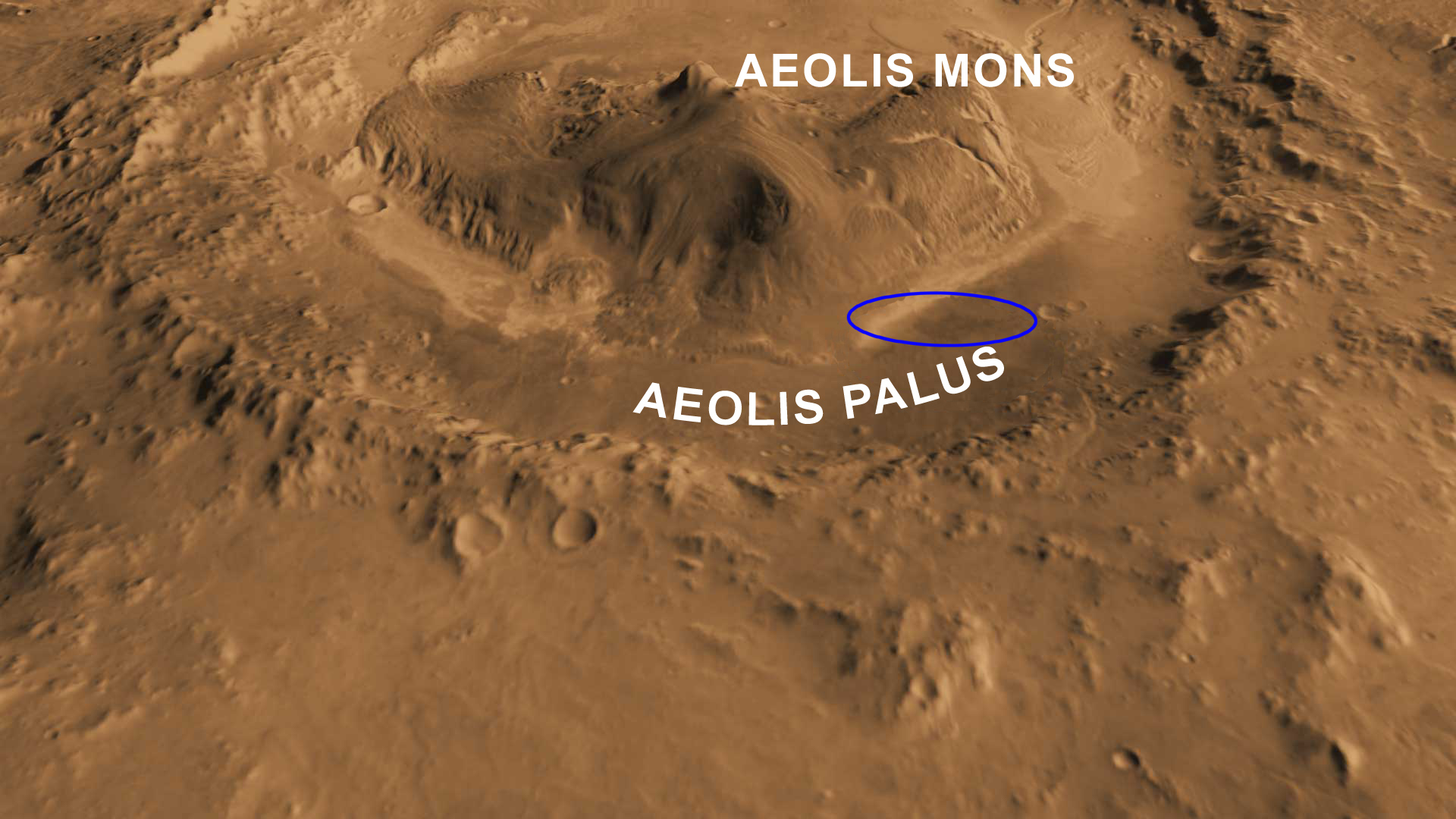
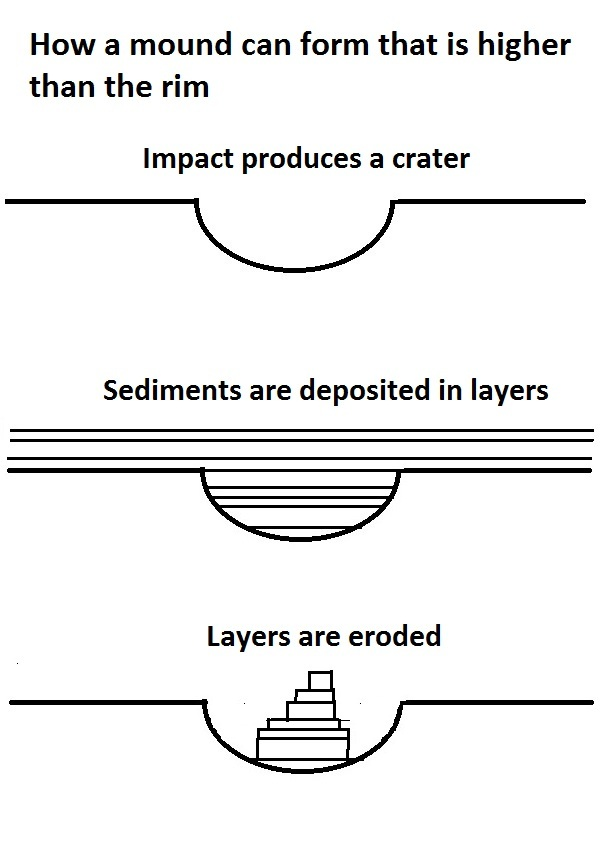
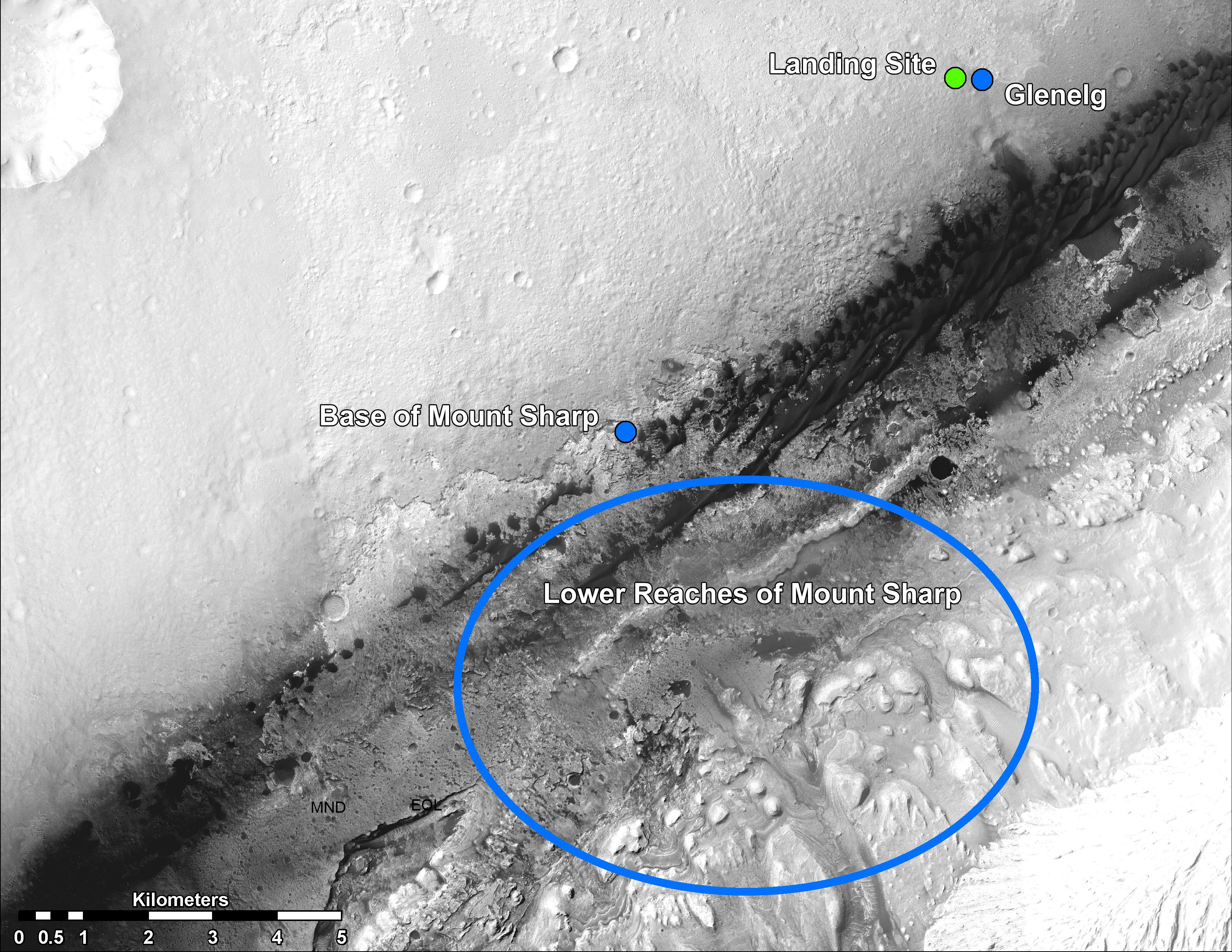
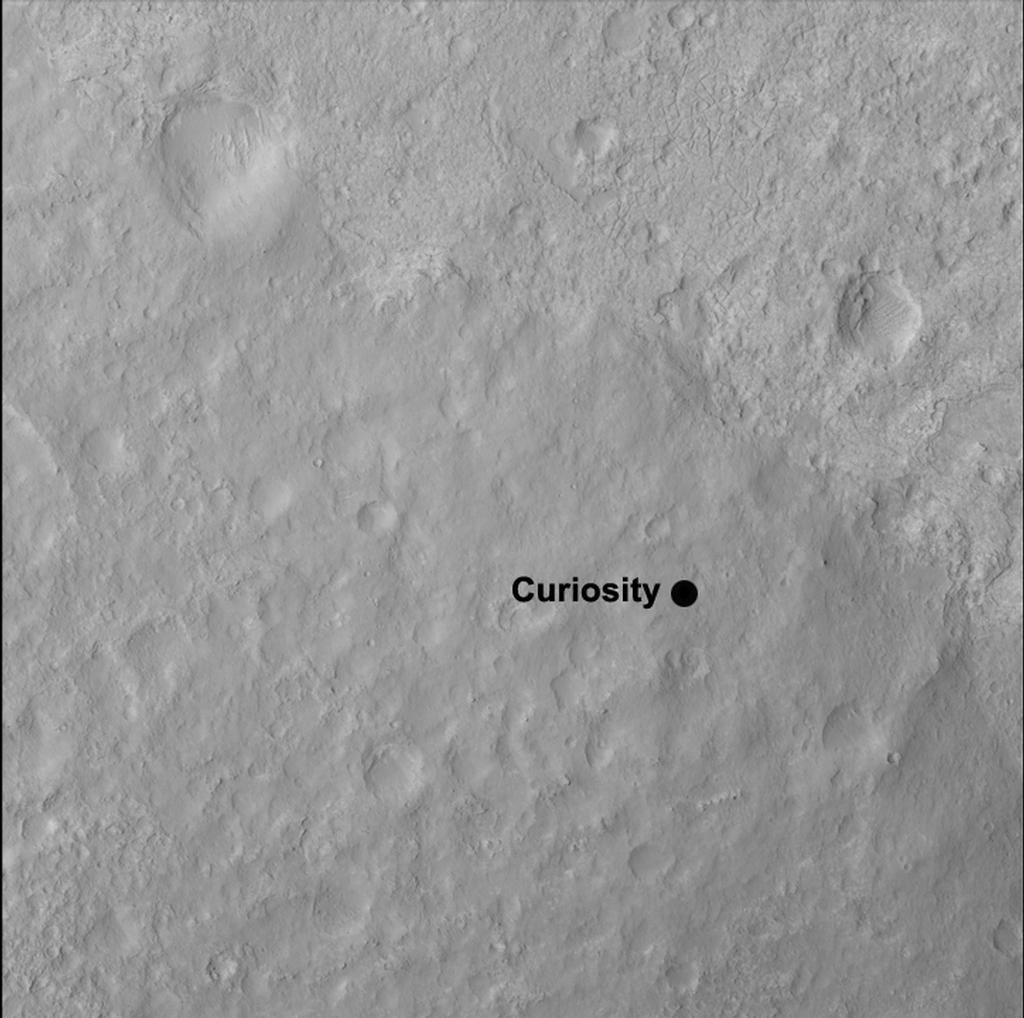
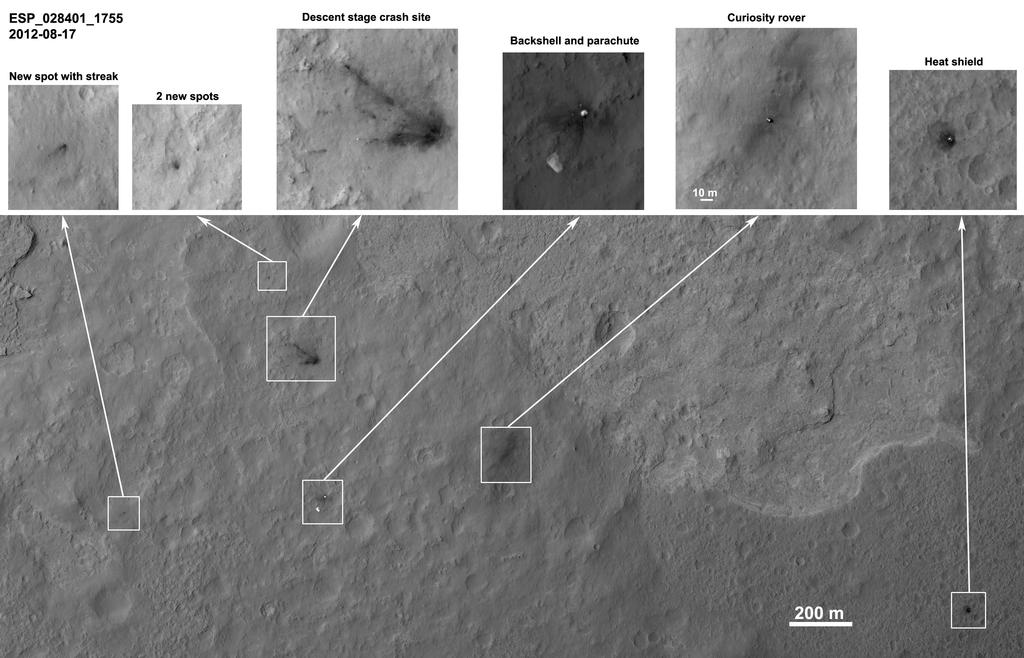
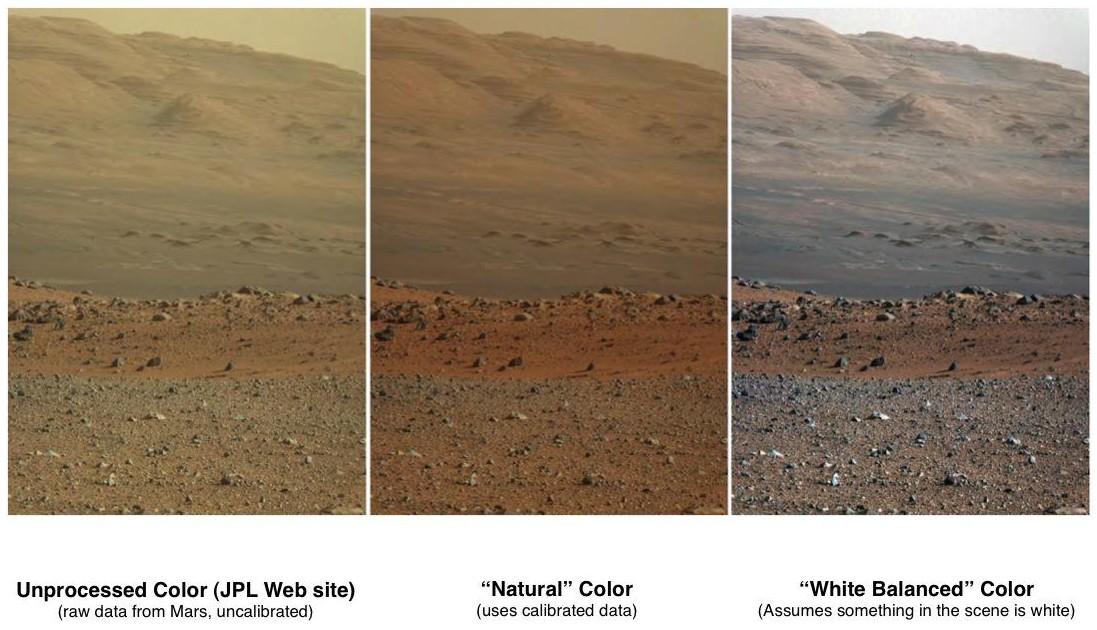
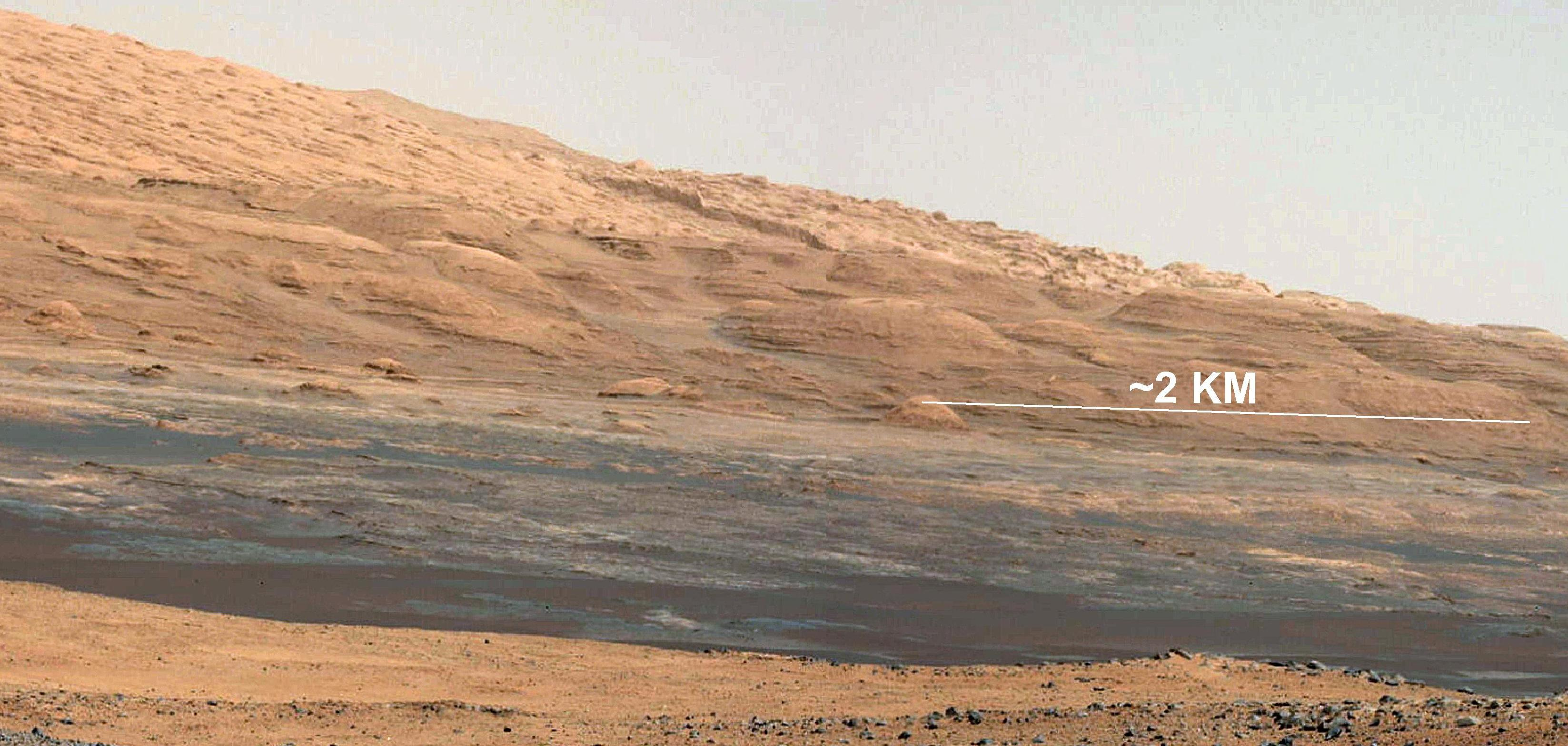
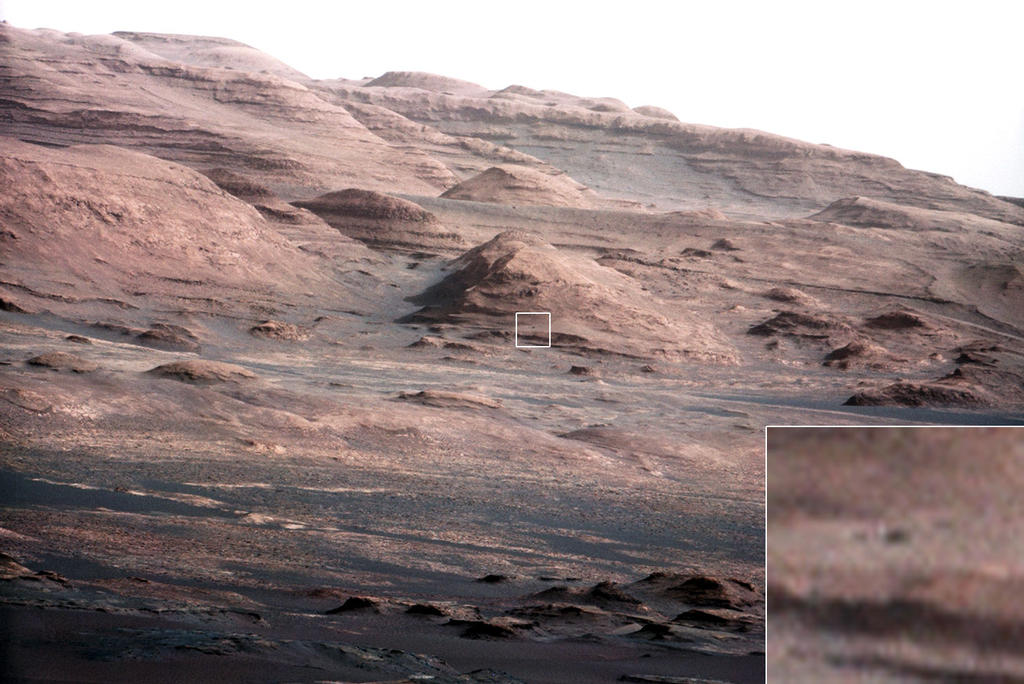
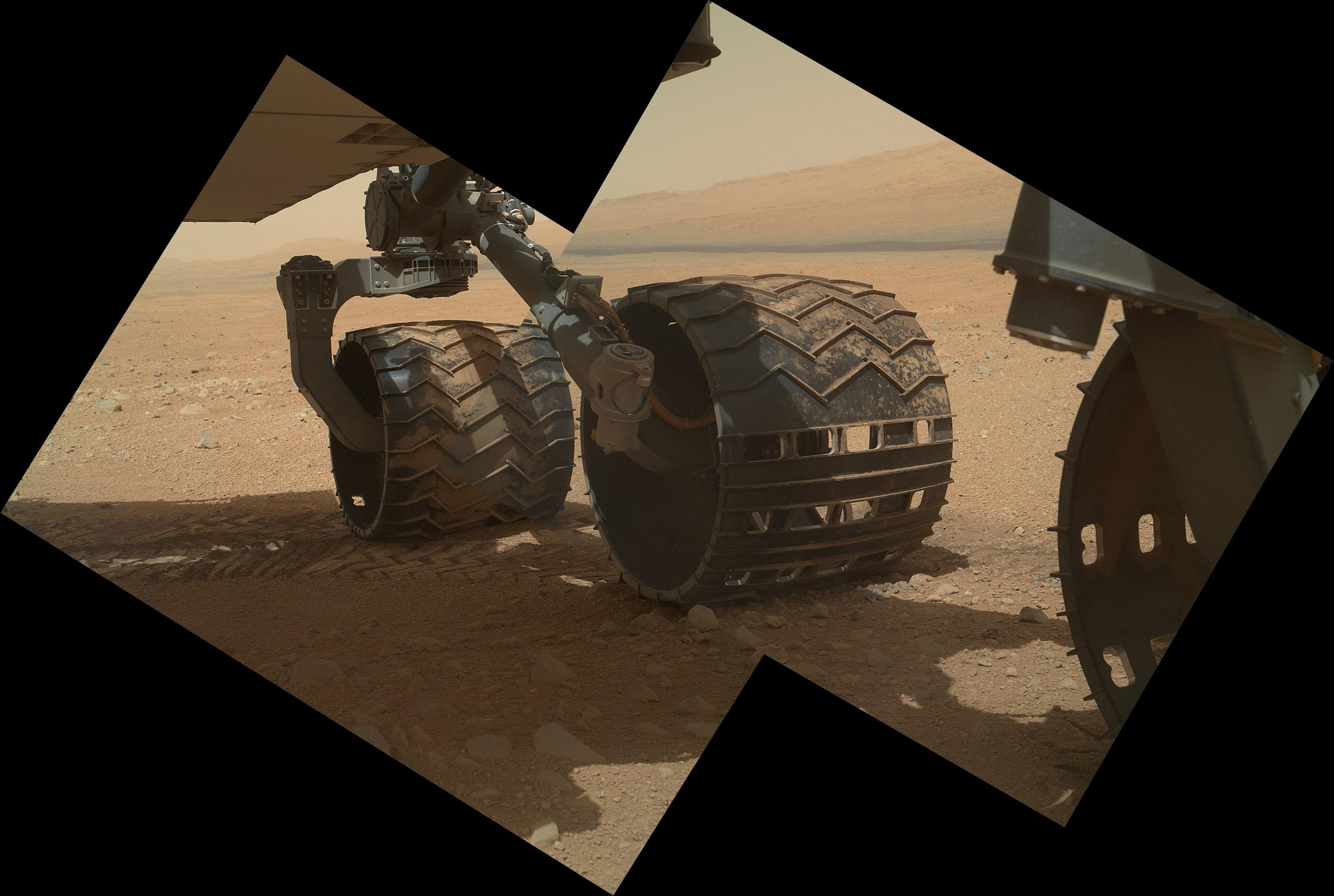
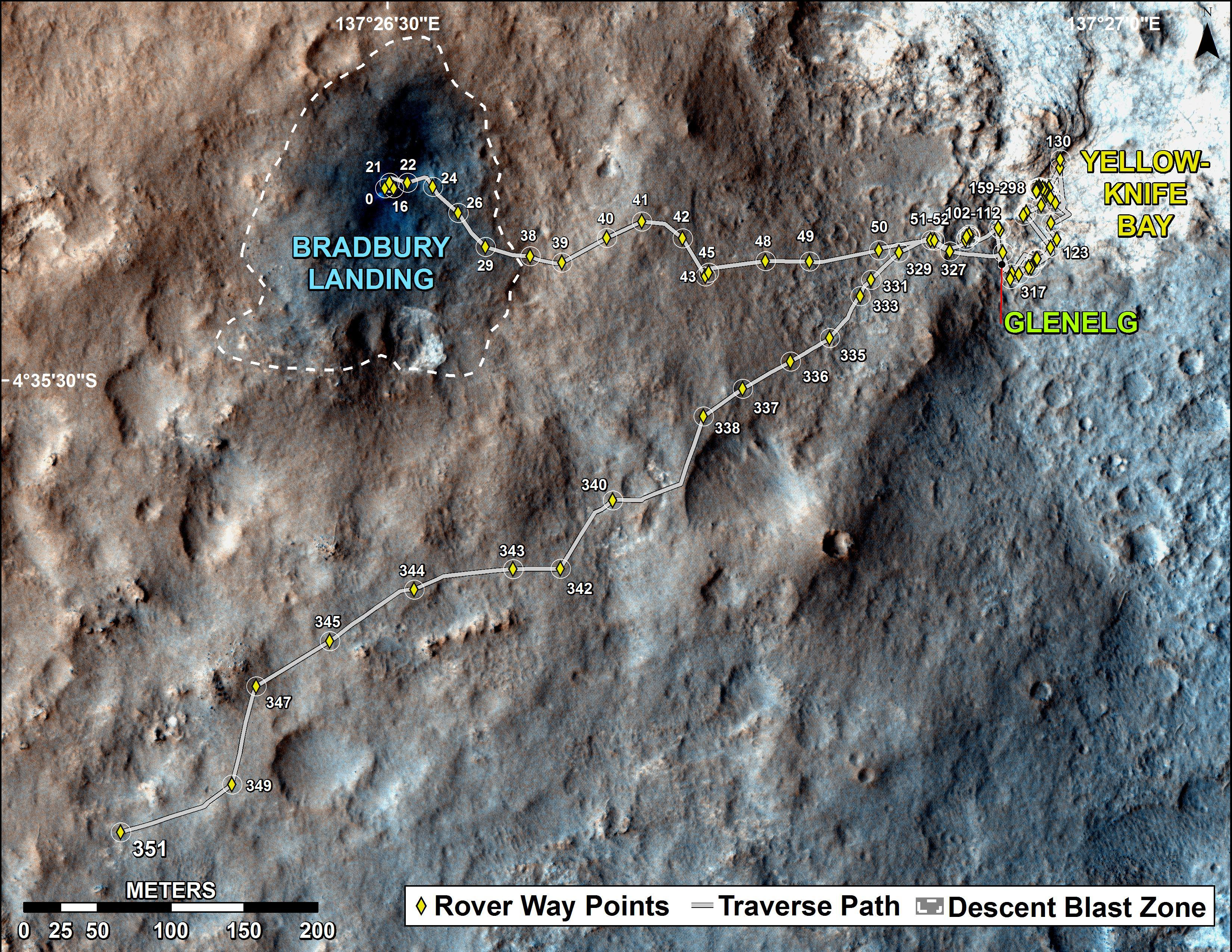
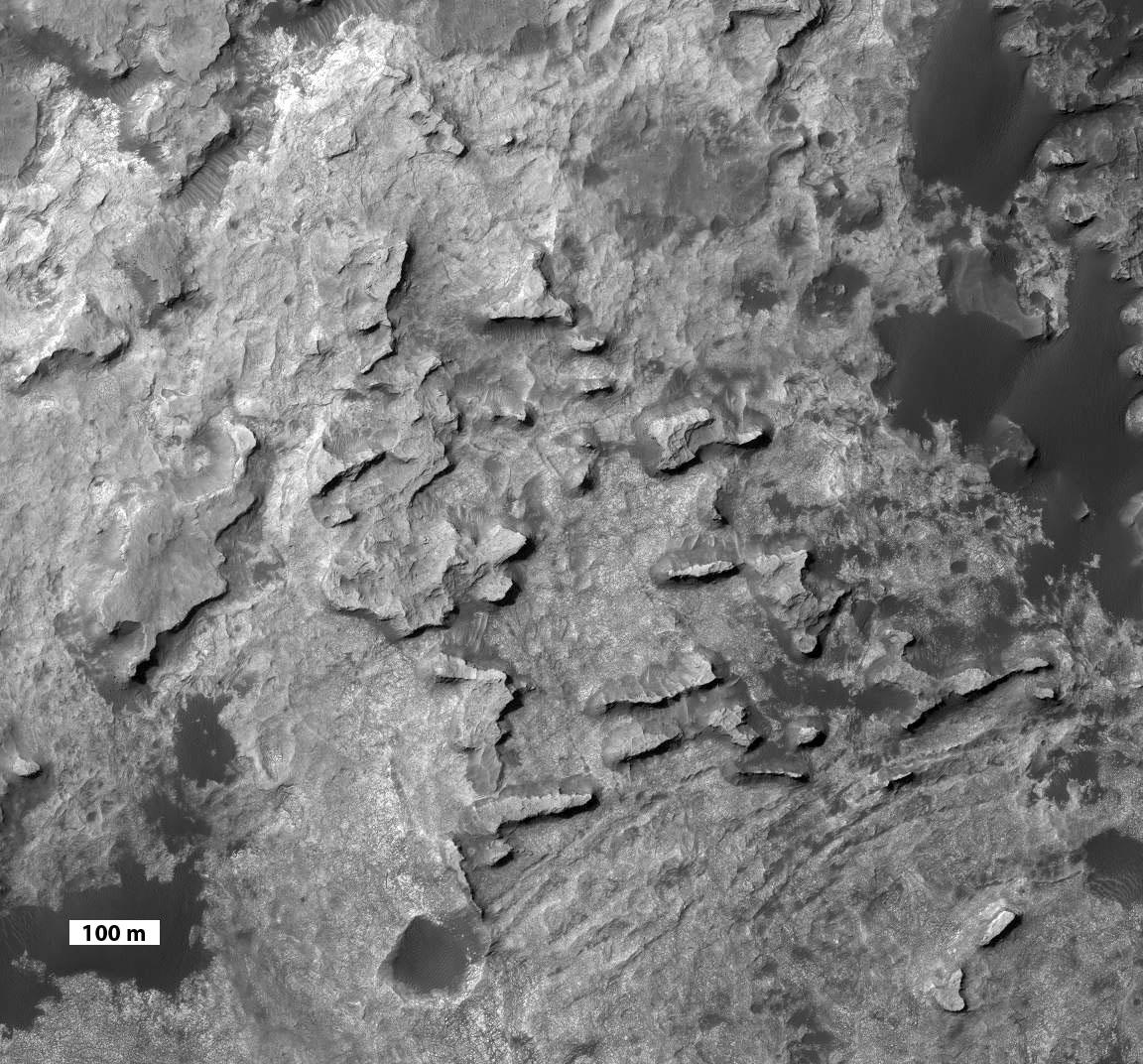